# Toomaj Salehi
Toomaj Salehi (persiska: توماج صالحی), född 3 december 1990, är en iransk rappare. Han är internationellt känd för sina regimkritiska, aktivistiska  eller rent av provokativa låttexter gentemot det islamiska styret i Iran.
På grund av sina politiska texter har han bland annat anklagats för att ha spridit korruption i världen. Salehi har vid ett flertal tillfällen blivit arresterad anklagad för brott som bland annat kan innebära dödsstraff. Han har suttit fängslad efter att ha deltagit i protesterna i Iran som inleddes med mordet på den unga kvinnan Mahsa Amini. Enligt Salehis familj utsattes han för tortyr samt nekades rätten till en försvarsadvokat. Våren 2024 dömdes han till döden, en dom som senare revs upp. I november 2024 meddelade Irans rättsväsende att de släppt Salehi fri efter att han avtjänat ett år i fängelse för propagandabrott mot den islamiska republiken.